# Мейсель, Максим Николаевич
Макси́м Никола́евич Ме́йсель (1901—1987) — советский учёный, микробиолог и цитолог; доктор биологических наук (1948), профессор (1953), член-корреспондент Академии наук СССР (1960).

## Биография
Родился 28 сентября (11 октября по новому стилю) 1901 года в Санкт-Петербурге.
С 1911 по 1919 годы учился в санкт-петербургской гимназии № 12. В 1921 году поступил и в 1926 году окончил 1-й Ленинградский медицинский институт. Был одним из организаторов Дальневосточного филиала Академии наук СССР, где работал в 1932—1934 годах. С 1934 года снова жил в Москве и работал в Институте микробиологии Академии наук (по 1986 год). Мейсель был одним из создателей Института молекулярной биологии Академии наук, где работал в 1959—1987 годах. В 1946—1962 годах одновременно работал на кафедре микробиологии биологического факультета Московского университета. В 1971—1975 годах был президентом Всесоюзного микробиологического общества. Член КПСС с 1961 года.
Жил в Москве на 1-й Мещанской улице, 90/96 (ныне проспект Мира, 70-а) и на улице Губкина, 4. Умер в Москве 18 марта 1987 года. Похоронен в колумбарии Новодевичьего кладбища (секция 131-3-4).

## Награды и премии
- орден Октябрьской Революции (09.10.1981)
- 3 ордена Трудового Красного Знамени (1967; 1971; 17.09.1975)
- орден Красной Звезды (10.06.1945)
- 2 ордена «Знак Почёта» (1944; 1953)
- медали
- Государственная премия СССР (1971) — за разработку научных основ микробиологического получения белковых веществ из углеводородов нефти
- Премия имени И. И. Мечникова АН СССР (1952)[4]
- Золотая медаль ВДНХ СССР
- Медаль Всесоюзного микробиологического общества и его Латвийского отделения
- Медаль Польского микробиологического общества